# Solaris Urbino
Il Solaris Urbino è un modello di autobus a pianale ribassato di tipo urbano e suburbano progettato e prodotto dall'azienda polacca Solaris Bus & Coach dal 1999. Esso è prodotto anche in versione articolata. Dall'Urbino è derivata anche una versione filobus, denominata Solaris Trollino, mentre i modelli di piccole dimensioni sono commercializzati anche come Solaris Alpino.
La produzione avviene presso lo stabilimento di Bolechowo, nel comune di Czerwonak, vicino alla città di Poznań in Polonia. Dal 2010 è stata prodotta una versione ibrida, mentre dal 2013 è stata introdotta una versione puramente elettrica. Sostituisce il vecchio Neoplan N4016.

## Caratteristiche

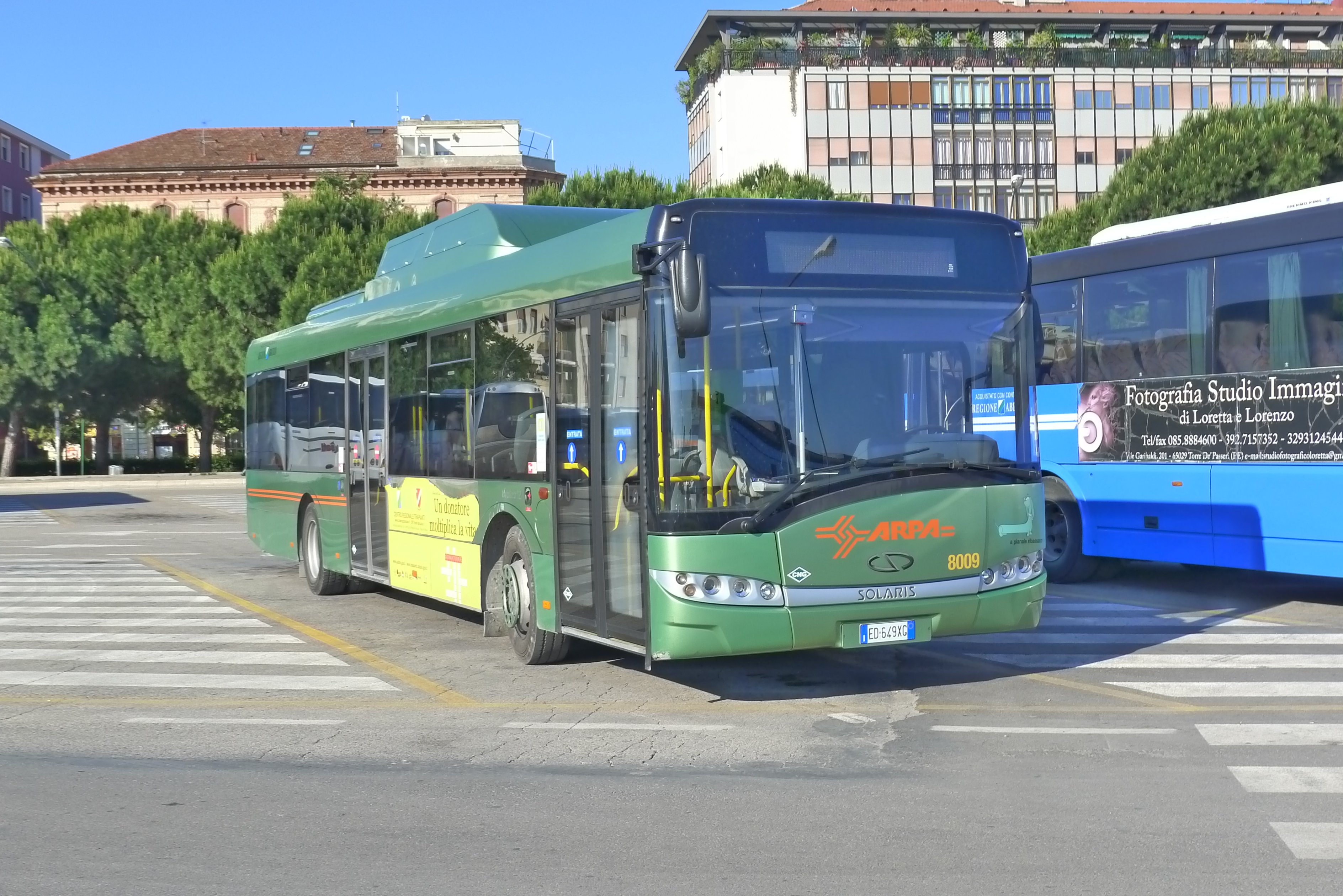
Solaris Urbino 12 GNC in servizio per conto di TUA a Pescara

L'Urbino è stato prodotto in diverse versioni diversamente alimentate a loro volta: gasolio, gas naturale compresso (GNC), idrogeno, ibrido (o mild hybrid) ed elettrico. La struttura è in acciaio inossidabile.
Le versioni Diesel montano diversi motori: Cummins B6.7E6D 250B, Cummins B6.7E6D 280B, Cummins B6.7E6D 300B, DAF MX-11 220 H3, DAF MX-11 250 H3 e DAF MX-11 270 H3; questi a loro volta sono abbinabili al cambio ZF EcoLife o, in alternativa, Voith DIWA 6 (entrambi presenti anche nelle versioni a metano compresso).
Le versioni a metano montano un motore Cummins L9NE6DII320. La versione ibrida da 12 metri monta un motore Cummins B4.5E6D210H mentre quella da 18 metri monta il Cummins B6.7E6D300H.
Le varie versioni elettriche sono spinte da un motore asincrono abbinato a batterie agli ioni di litio. La ricarica può avvenire sia plug-in che tramite pantografo.

## Versioni

### Urbino 8,9
- Lunghezza: 8,9 m
- Alimentazione: elettrica
- Allestimento: urbano o suburbano

### Urbino 10,5
- Lunghezza: 10,5 m
- Alimentazione: gasolio
- Allestimento: urbano o suburbano

### Urbino 12

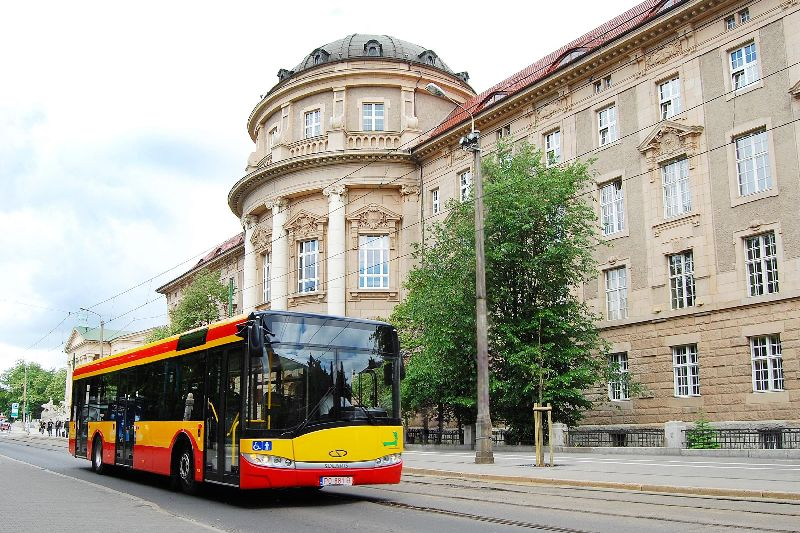
Solaris Urbino 12

La serie Solaris Urbino 12 è stata la prima serie di autobus della nuova serie di autobus Solaris da 12,0 metri. Si tratta della serie di modelli più popolare nella storia del marchio. Urbino 12 debuttò a metà del 1999 durante una fiera internazionale. A partire dal  2001 la serie ha cominciato a produrre la sua seconda generazione. Nel 2005 è uscita la terza generazione dell'autobus. Durante la fiera Transexpo del 2008 a Kielce, invece, il nuovo prototipo della serie Solaris Urbino è stato presentato come la "New Edition Generation 3.5". La struttura della quarta generazione è uguale a quella degli autobus di terza generazione. Gli ambienti sono accuratamente rinnovati e forniti di un'illuminazione superiore e più intensa, collocata dietro i pannelli verdi superiori. Il pannello si prolunga per tutta l’estensione del tetto dell’autobus, nella parte centrale del mezzo. Un'altra trovata ingegnosa è stata quella di occultare il vano motore con i passeggeri delle prime file dell’autobus.
Gli autobus Solaris Urbino della serie 12 sono prodotti anche in versione diesel (conformi alla norma Euro VI). Dal 2005 è disponibile una nuova varietà di GPL CNG, cioè a gas naturale (metano, utilizzati a Roma).I modelli più richiesti con motore diesel erano quelli della DAF Trucks. I motori MAN (azienda), invece, erano meno diffusi e venduti con minore frequenza. Sono stati impiegati principalmente fino al 2004 e poi nuovamente per un breve periodo a partire dal 2006, ma a causa della politica aziendale di fornire esclusivamente veicoli compatibili con il CNG, il loro utilizzo è stato limitato. In alternativa, il produttore ha iniziato a utilizzare i motori diesel Cummins ISBe4 250B con lo standard Euro IV e ISBe5 250B con lo standard Euro V.
Gli autobus Urbino 12 LE sono progettati per il trasporto suburbano a basso ingresso e sono disponibili con alimentazione diesel, CNG o biogas.
Il simbolo grafico del modello Solaris Urbino 12 è un bassotto verde, collocato sulla maggior parte degli autobus, sempre sulla parete anteriore, sul lato destro del mezzo. Con l’introduzione dei modelli della terzera generazione, il design del simbolo è stato leggermente rivisto.

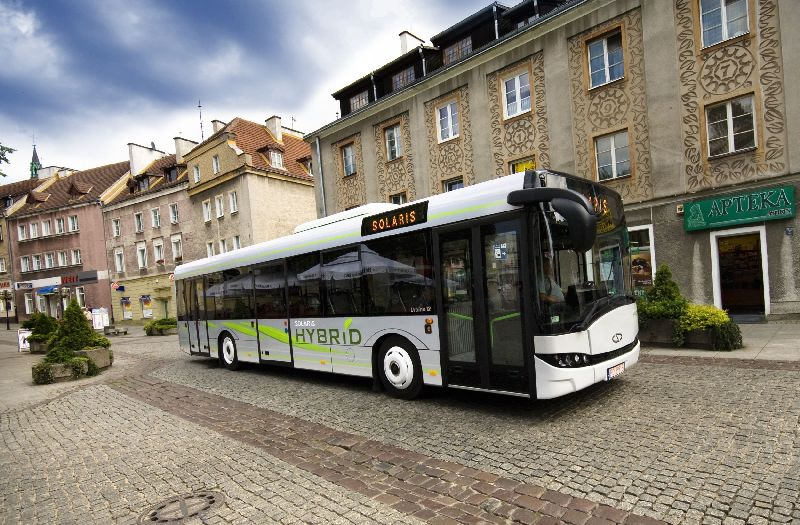
Solaris Urbino 12 ibrido

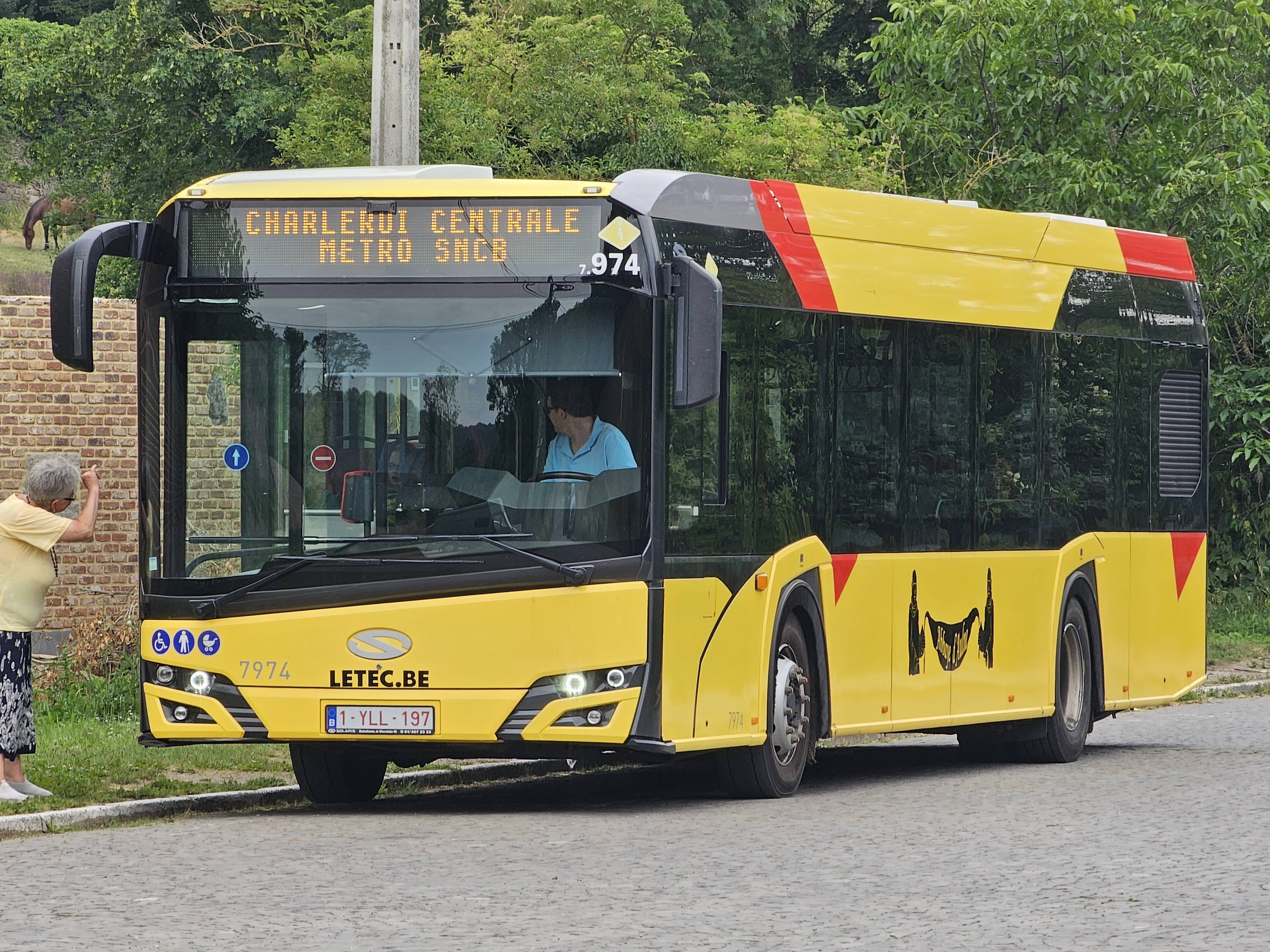
Solaris Urbino 12 Hybrid a Thuin (Belgio)

Nella seconda metà del 2009 è stato realizzato un prototipo del Solaris Urbino 12 Hybrid, basato sulla terza generazione del Solaris Urbino 12. Il modello ha debuttato alla fiera Busworld di Courtrai nell’ottobre dello stesso anno. La produzione in serie è iniziata nel 2010.
Il Solaris Urbino 12 Hybrid utilizza un sistema ibrido parallelo HDU prodotto dall’azienda americana Eaton. Il sistema include un cambio automatico Eaton a 6 marce e un motore elettrico con una potenza massima di 44 kW (60 CV), che nel normale traffico opera a circa 28 kW (38 CV). Il veicolo è equipaggiato con un motore diesel Cummins ISB6.7EV 225B, conforme alla normativa EEV, con una potenza massima di 165 kW (225 CV) e una cilindrata di 6,7 litri. Il cambio Eaton trasmette la potenza all’asse posteriore, mentre le batterie agli ioni di litio (Li-Ion), prodotte dall’azienda giapponese Hitachi, sono posizionate sotto le piattaforme all’interno del veicolo. Questa configurazione ha modificato l’aspetto dell’autobus, distinguendolo dai modelli diesel tradizionali. Il costo del sistema ibrido è di circa 70.000 euro e attualmente il Solaris Urbino 12 Hybrid è in servizio a Roma e in altre città come Vilnius.
Il simbolo grafico degli autobus Solaris Urbino 12 Hybrid è un bassotto verde con due cuori sovrapposti, che rappresentano il sistema di doppia trazione.

#### Solaris Urbino 12 Ü

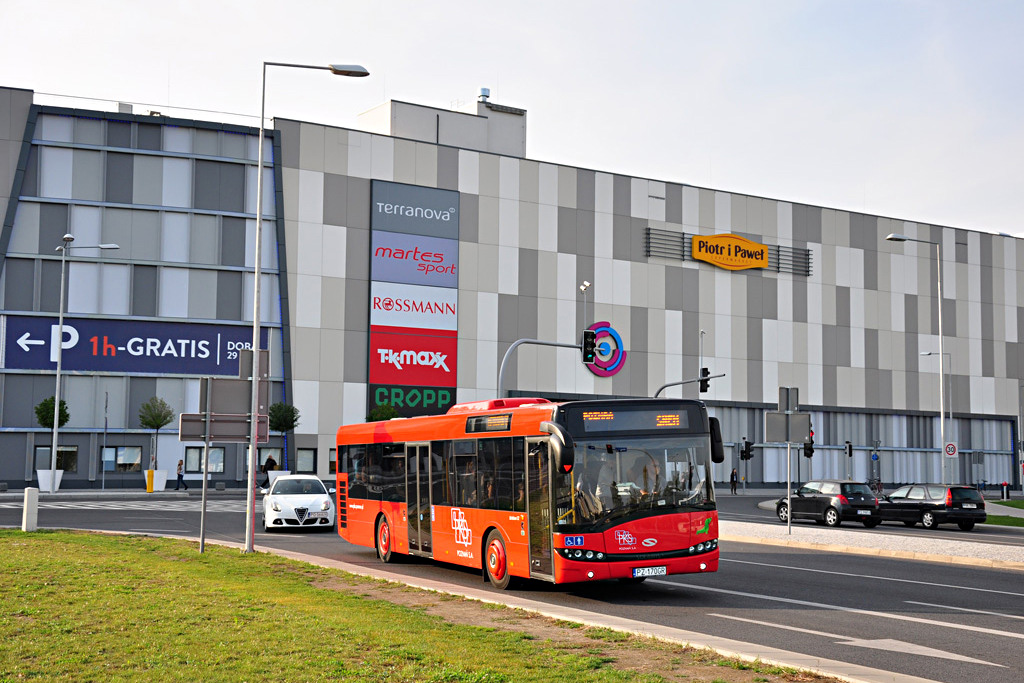
Solaris Urbino 12 Ü

Gli autobus Solaris Urbino 12 Ü sono progettati per il trasporto pubblico urbano e interurbano. Il modello ha debuttato alla fiera IAA Nutzfahrzeuge di Hannover nel settembre 2012. A differenza della classica forma a scatola, il design della parte anteriore e complessiva presenta una forma a fiocco.
Il veicolo è equipaggiato principalmente con un motore MAN D2066 LUH 48, con una cilindrata di 10,5 litri e una potenza massima di 265 kW (360 CV), abbinato a un cambio automatico Voith DIWA.5 o ZF EcoLife. L’assale anteriore è dotato di sospensioni indipendenti ZF RL 75 EC, mentre l’assale motore è ZF AV 132.
Il numero di posti a sedere è aumentato a 44, disposti lungo i lati del veicolo. Tra le opzioni disponibili, è possibile installare un sistema di aria condizionata Webasto Spheros.

#### Solaris Urbino 12 elettrico

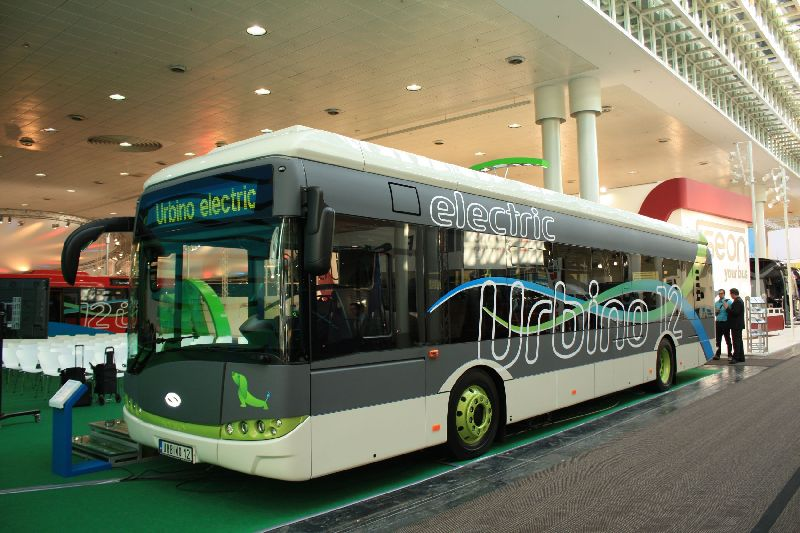
Solaris Urbino 12 elettrico

Alla fiera IAA Nutzfahrzeuge di Hannover nel settembre 2012 è stato presentato il nuovo Solaris Urbino 12 elettrico, che ha fatto il suo debutto come prototipo elettrico della famiglia Solaris Urbino 12. Nel terzo trimestre del 2013, l'autobus è stato prodotto e consegnato alla società Braunschweiger Verkehrs-AG, con sede a Braunschweig, in Germania. Questo passaggio faceva parte di un programma di ricerca e implementazione di nuove tecnologie nel settore del trasporto pubblico, finanziato dal Ministero federale dei trasporti tedesco.
Il prototipo dell'autobus era equipaggiato con un innovativo sistema Bombardier PRIMOVE, che permetteva la ricarica induttiva senza cavi di collegamento. Il sistema di propulsione elettrica era fornito dalla Vossloh Kiepe GmbH, prodotta a Düsseldorf. Il motore, montato centralmente, era un motore asincrono a 4 poli con una potenza massima di 160 kW (1400 Nm), che permetteva l’utilizzo di assali standard: ZF AV 132 e assale con sospensioni indipendenti ZF RL 75 EC.
L'energia recuperata durante la frenata veniva immagazzinata nelle batterie agli ioni di litio, con una capacità di 210 kWh. Il veicolo era inoltre dotato di un connettore plug-in che permetteva il collegamento a una fonte di energia esterna. Tutti i dispositivi solitamente alimentati da motore diesel sono stati elettrificati. Il sistema di aria condizionata era dotato di una pompa di calore CO Konvekta UL500EM integrata, che veniva utilizzata anche per il riscaldamento del veicolo.

### Urbino 15
- Lunghezza: 15 m
- Alimentazione: elettrica
- Allestimento: urbano o suburbano

### Urbino 18
- Lunghezza: 18 m
- Alimentazione: elettrica, gasolio, gas naturale compresso, ibrida
- Allestimento: urbano o suburbano

Oltre agli Urbino del trasporto pubblico locale abbiamo anche gli Solaris interUrbino, che sono dei pullman per dei viaggi al di fuori della città

## Simbolo del marchio

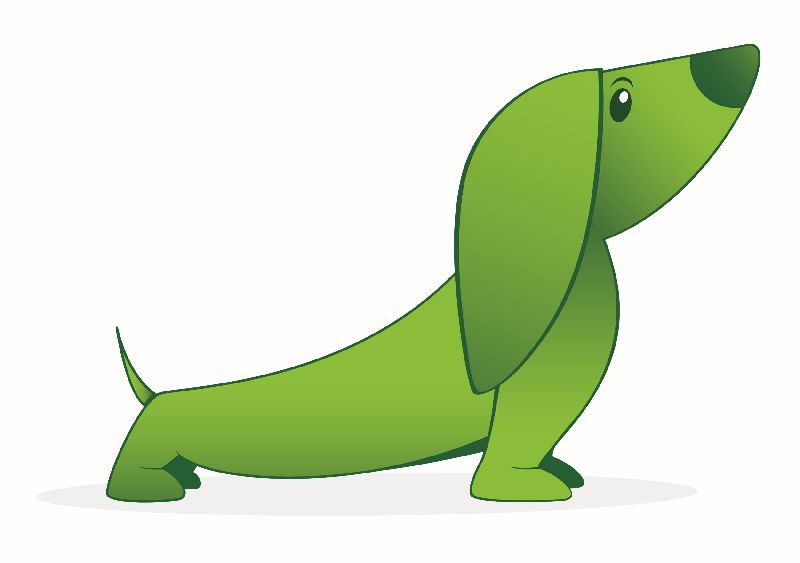
Bassotto verde.

Il simbolo del marchio della serie di autobus Urbino è il bassotto verde. Le diverse versioni degli autobus presentano simboli con dettagli diversi. I modelli ibridi Dachshund hanno due cuori che simboleggiano un sistema di doppia trazione, mentre i modelli ecologici in versione EEV hanno un bassotto che tiene un fiore in bocca. I bassotti di una parte dei modelli venduti a Cracovia indossano una rogatywka.